# جولييت ميلس
جولييت ميلس (بالإنجليزية: Juliet Mills )‏ (و. 1941  م) هي ممثلة مسرحية، وممثلة تلفزيونية، وممثلة أفلام بريطانية، ولدت في لندن.

## التعليم
تعلمت في Elmhurst Ballet School ‏.

## جوائز وترشيحات
حصلت على جوائز منها:
- جائزة إيمي.

ترشحت لـ:
- جائزة توني لأفضل ممثلة بارزة في مسرحية  [لغات أخرى]‏ (1960).

## وصلات خارجية
- جولييت ميلس على موقع IMDb (الإنجليزية)
- جولييت ميلس على موقع روتن توميتوز (الإنجليزية)
- جولييت ميلس على موقع ألو سيني (الفرنسية)
- جولييت ميلس على موقع تيرنر كلاسيك موفيز (الإنجليزية)
- جولييت ميلس على موقع أول موفي (الإنجليزية)
- جولييت ميلس على موقع قاعدة بيانات برودواي على الإنترنت (الإنجليزية)
- جولييت ميلس على موقع قاعدة بيانات الأفلام السويدية (السويدية)
- جولييت ميلس على موقع إن إن دي بي (الإنجليزية)
- جولييت ميلس على موقع ديسكوغز (الإنجليزية)
- جولييت ميلس على موقع قاعدة بيانات الفيلم (الإنجليزية)